# Rhenus Rail St. Ingbert
Die Rhenus Rail St. Ingbert GmbH ist ein privates Eisenbahnverkehrsunternehmen und Eisenbahninfrastrukturunternehmen in Deutschland. Die Gesellschaft ist ein Tochterunternehmen der Rhenus AG & Co. KG in Holzwickede in Deutschland, einem europäischen Logistikdienstleister. Sitz der Rhenus Rail St. Ingbert GmbH ist St. Ingbert im Saarland.

## Firmengeschichte

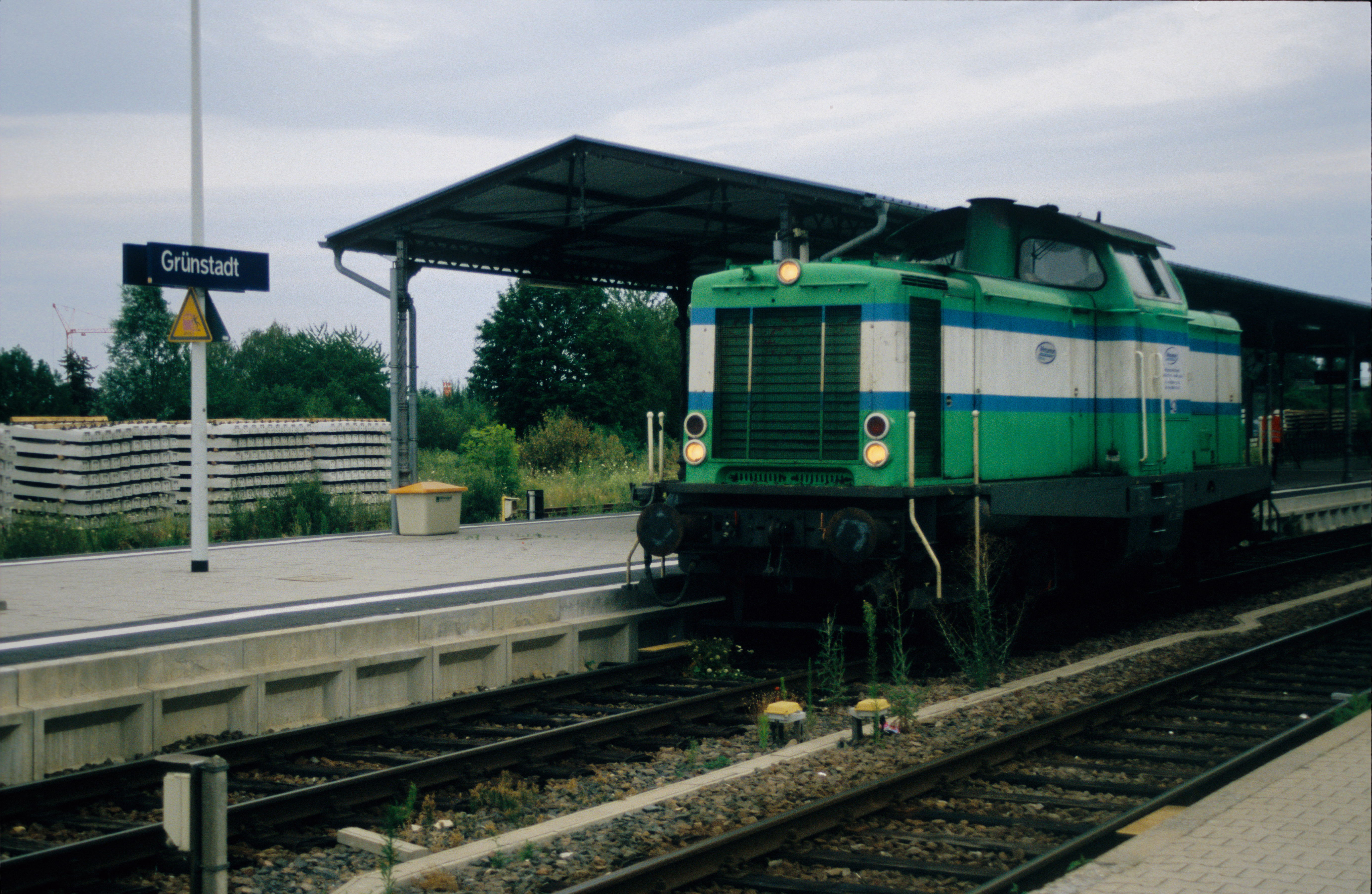
Lok 42 der Wincanton Rail Bf Grünstadt Juli 2007 B 2

Bis November 2006, hieß die Gesellschaft Unisped GmbH. Die Unisped GmbH war ein Tochterunternehmen der Saarbergwerke AG; die Organisation der saarländischen Steinkohlenbergwerke. Diese ging in der  Deutsche Steinkohle AG (DSK) auf. 1996 erhielt Unisped die Zulassung als öffentliches Eisenbahnverkehrsunternehmen und nahm den Schienenverkehr auf. 1998 erfolgte der Verkauf der Unisped GmbH an die britische Wincanton PLC und wurde zur Wincanton Rail GmbH. 2012 wurde die Wincanton Deutschland an die Rhenus AG & Co. KG verkauft. Seit Februar 2012 heißt die Gesellschaft Rhenus Rail St. Ingbert GmbH.
Das Unternehmen führt heute in Südwestdeutschland Bauzugverkehr durch und bedient auch von der DB abbestellte Gleisanschlussverkehre. So bedient es beispielsweise den Gleisanschluss des Zuckerrübenwerkes (Südzucker) in Offstein an der Bahnstrecke Worms–Grünstadt. Von Offstein aus werden jährlich etwa 10.000 t Kristallzucker abtransportiert.
Weiterhin wird von dem Unternehmen die Hafenbahn Worms betrieben. Im Jahr 2006 wurden auf dem 21 km langen Hafenbahn-Netz 180.000 t Güter transportiert. Darüber hinaus werden vom Standort Worms diverse Güterverkehre in der Süd- und Westpfalz abgewickelt.
Am 1. Januar 2009 hatte Wincanton Rail die Bahnstrecke zwischen Grünstadt und Neuoffstein als Eisenbahninfrastrukturunternehmen übernommen.

## Fahrzeugbestand

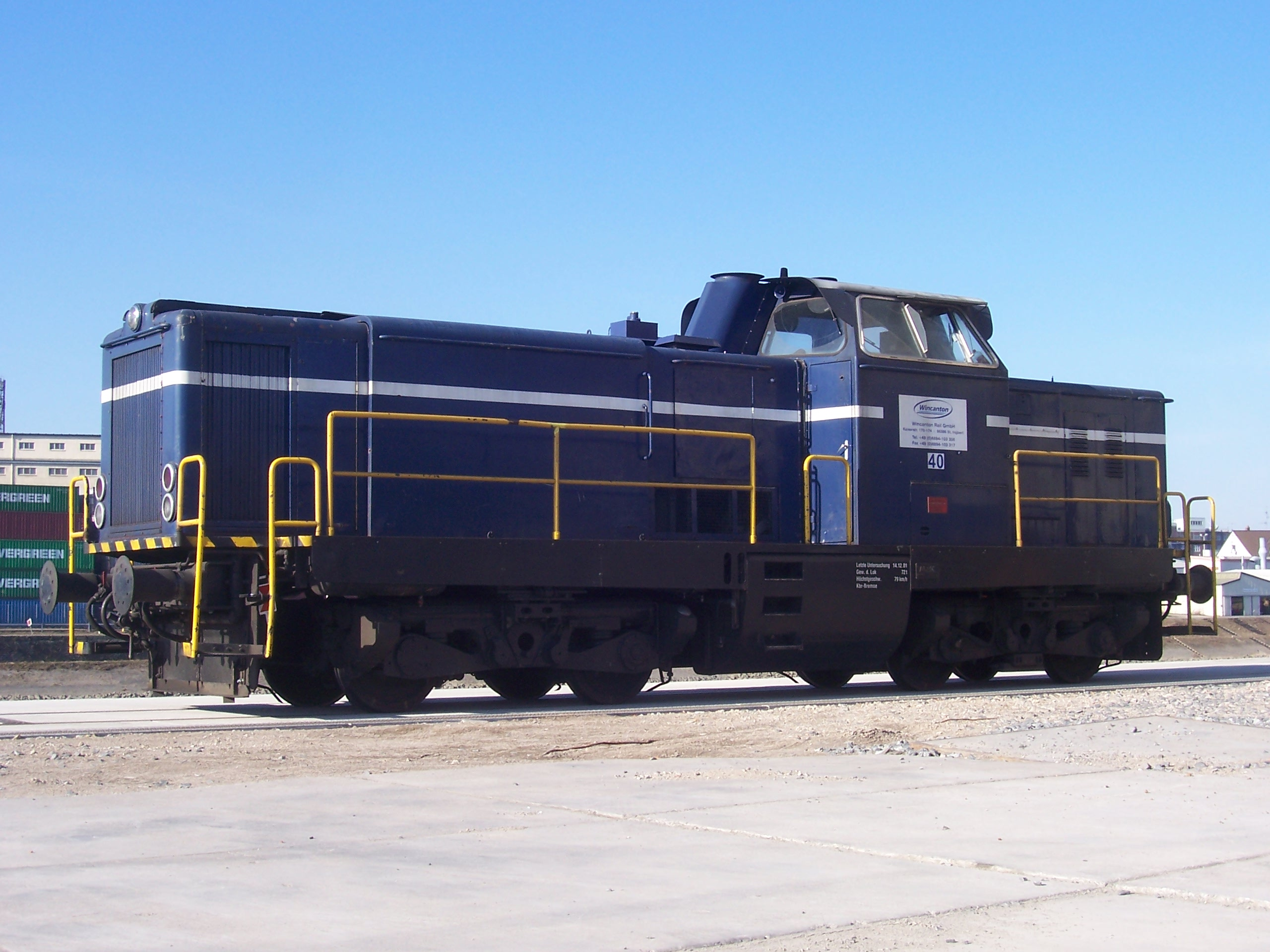
Lok 40 in Mannheim (2008)

Anfang 2012 hat Rhenus Rail St. Ingbert einen Bestand von 23 Lokomotiven, darunter auch Fahrzeuge der alten DB-Baureihe 211.